# Cayetana Blanca

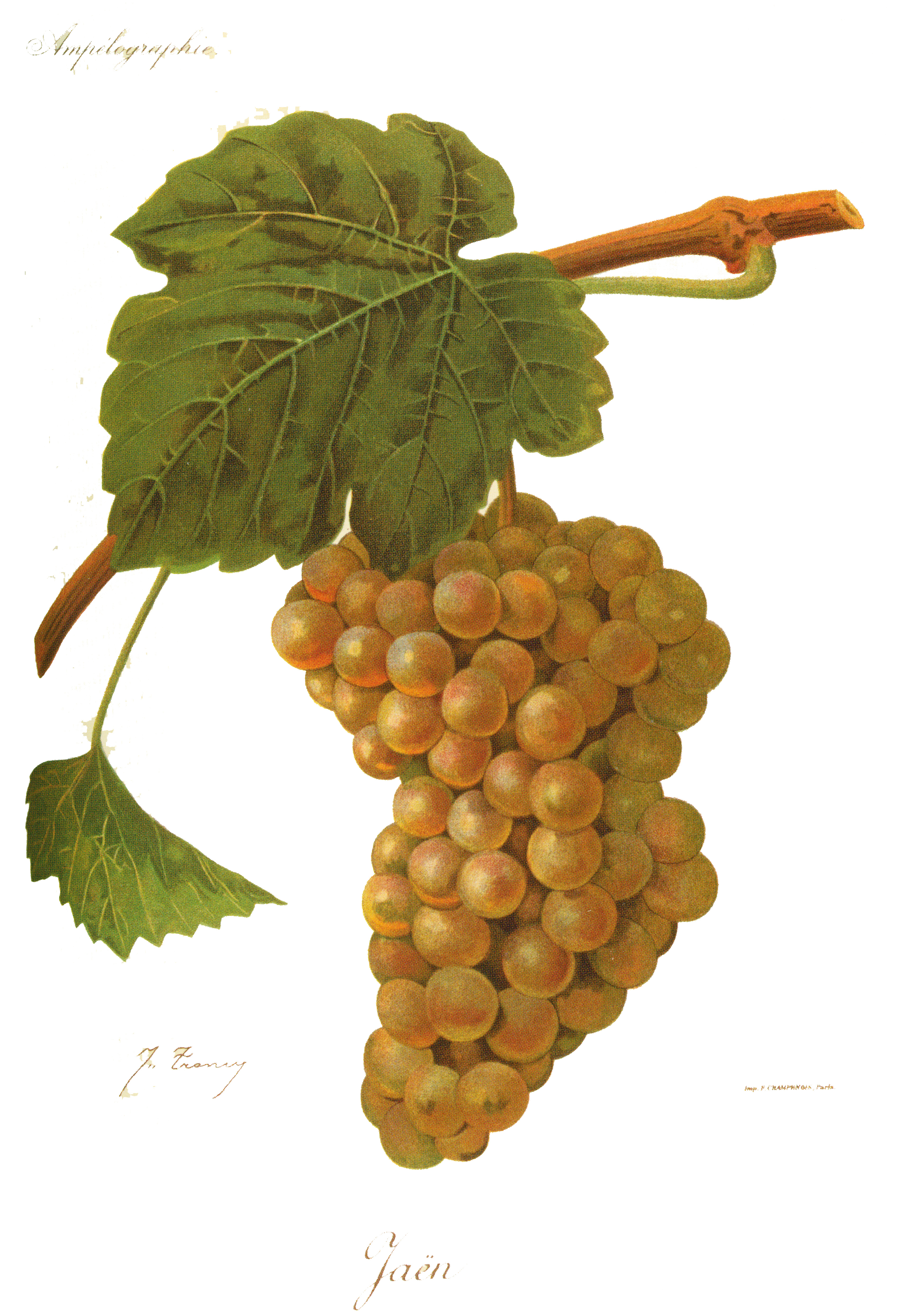
Cayetana Blanca

De Cayetana Blanca is een zeer oude Spaanse witte druivensoort, neutraal van smaak.  

## Geschiedenis
Dit ras is een oude variëteit van het Iberisch Schiereiland dat overal in Spanje voorkomt vaak onder de namen Pardina en Jaén Blanco en in Portugal onder de naam Mourisco Branco. De naam Jaén komt van het plaatsje van dezelfde naam in het noordoosten van Andalusië. De zeer complexe stamboom van deze druif en de centrale rol die het gespeeld heeft bij het ontstaan van veel druivensoorten, geeft aan dat het gaat om een zeer oud ras, dat al in de 15e eeuw voorkwam en afkomstig moet zijn geweest van een kruising van twee rassen, die uitgestorven zijn. In Australië werd deze soort in de 19e eeuw ingevoerd vanuit Spanje onder de naam Doradillo.

## Kenmerken
Uitzonderlijk sterke groeier en zeer productief, waardoor hoge opbrengsten mogelijk zijn. De trossen zijn groot en bestaan uit middelgrote druiven, die goed tegen de droogte en hitte kunnen. Aangezien de bloei pas laat op gang komt (eind april, begin mei) komt deze druif pas laat tot volle rijpheid, waardoor botrytis een reëel gevaar vormt. Ook echte meeldauw en mijten vormen een probleem. De kwaliteit laat vaak te wensen over
en beperkt zich daarom tot gewone, simpele wijnen. De zuurgraad is behoorlijk hoog en het alcoholpercentage komt zelden boven de 12 uit.

## Gebieden
Vandaag de dag komt deze druif voornamelijk voor in Spanje met een oppervlakte geplant van het synoniem Pardina van ruim 30.000 hectare in de regio Extremadura in het zuidwesten van dit land. Datzelfde geldt voor het synoniem Blanca Cayetana met een oppervlakte van bijna 12.000 hectare. De stad Badajoz geldt in beide gevallen wel als centrum. Portugal kent nog maar ruim 150 hectare, terwijl in Australië nog een  schamele 75 hectare is overgebleven in het zeer hete Zuid-Australië, waar dit ras meer gebruikt wordt als destillaat dan voor het produceren van wijn.  

## Synoniemen[1]
- Albillo
- Amor Blanco
- Aujubi
- Avesso du Minho
- Baladi
- Baladi-Verdejo
- Balay
- Belledy
- Blanca Cayetana
- Blanco Jaen
- Boal Carrasquenho
- Cagazal
- Calagranon
- Calagrano Blanc
- Calegrano
- Cayatana Parda
- Cayetana
- Cayetana Parda
- Cazagal
- Charello
- Charelo

- Chaselo
- Chers
- Cirial
- Clagrano
- Dedo
- Dedro
- Djinani
- Djiniani
- Dona Branca
- Doradillo
- Farta Gosos
- Fartagosos
- Garillo
- Garrida
- Garrido
- Garriga
- Garrilla
- Hoja Vuelta
- Jaén
- Jaén Blanco

- Jaén Doradillo
- Jaén Empinadillo
- Jaén Prieto Blanco
- Jaén Rosado
- Jaénes
- Jaina
- Jainas
- Jarime
- Jean de Castilla
- Jean de Letur
- Jean de Letur de Maratella
- Jean de Doradillo
- Jean Dore
- Jean Prieto
- Machuenco
- Maizancho
- Mariouti
- Morisca
- Mourisco Arsello
- Mourisco Branco

- Mourisco Portalegre
- Naves
- Naves Cazagal
- Neruca
- Padero
- Parda
- Pardilla
- Pardillo
- Pardina
- Pardina Blanca
- Pardino
- Parino
- Pirulet
- Plaeadillo
- Plateado
- Robal
- Sarigo
- Tierra de Barros
- Verdeja
- Virule